# Interstate 277 (Ohio)
Pour les articles homonymes, voir Interstate 277.
L'Interstate 277 (I-277) est une autoroute collectrice de 4,14 miles (6,66 km) reliant l'I-76 et l'I-77 à Akron, Ohio. Elle a été complétée en 1970 et forme un multiplex avec la US 224 sur toute sa longueur.

## Description du tracé
L'I-277 débute à un échangeur avec l'I-76. L'I-277 se dirige à l'est vers l'I-77 comme autoroute à six voies. L'autoroute croise la SR 93 ainsi que deux voies locales sur son tracé. Elle se termine à la jonction avec l'I-77, mais la route se poursuit au-delà comme US 224.

## Liste des sorties
| Interstate 277          |              |      |      |        |                                                                   | |
| Comté                   | Municipalité | mi   | km   | Sortie | Intersections / Destinations                                      | Notes                                                                                                |
| Summit                  | Akron        | 0,00 | 0,00 | 1      | I-76 ouest / US 224 ouest vers I-77 – Akron, Cleveland, Barberton | Terminus ouest du multiplex avec US 224; sortie 18 de l'I-76                                         |
| Summit                  | Akron        | 1,34 | 2,16 | 2      | SR 93 (en) (Manchester Road) / Waterloo Road                      | |
| Summit                  | Akron        | 2,47 | 3,98 | 3      | South Main Street                                                 | |
| Summit                  | Akron        | 3,74 | 6,02 | 4      | I-77 / US 224 est – Canton, Akron, Cleveland, Mogadore            | Terminus est du multiplex avec US 224; indiqué sortie 4A (sud) et 4B (nord); sortie 122A-B de l'I-77 |
| - Terminus de multiplex |              |      |      |        |                                                                   | |